# Fernando Carrillo Flórez
Fernando Carrillo-Flórez (Bogotá, 13 de maio de 1963) é o Ministro do Interior da República da Colômbia, antigo Ministério do Governo. Carrillo é advogado e socio-economista da Pontifícia Universidade Javeriana de Bogotá, Colômbia. A sua tese "Setor Financeiro e Delinquência económica" recebeu a distinção académica Summa Cum Laude e foi publicada pela Editorial Temis. Carrillo é Mestre em Administração Pública pela Escola de Governo John F. Kennedy da Universidade de Harvard e Mestre em Direito e Finanças Públicas pela Escola de Leis e pelo Programa Internacional de Impostos da Universidade de Harvard.]] Com 21 anhos, atou como professor em diversas instituições universitarias em Colômbia e é autor de mais de quinze livros e sessenta artigos sobre Gestão e Políticas Públicas.
Em 1985, o Presidente Belisario Betancur Cuartas nomeou-lhe Secretário-Geral do Instituto da Juventude e do Esporte (COLDEPORTES) e Presidente do Ano Internacional da Juventude para a Colômbia. Carrillo viajou para os Estados Unidos, foi conselheiro do candidato democrata Michael Dukakis e regressou a Colômbia como consultor em Finanças Públicas na Controladoria-Geral da República para a Organização das Nações Unidas no período de 1988 e 1990. Em 1990, o Presidente eleito da Colômbia, César Gaviria designa-lhe como Conselheiro Presidencial para a Reforma Constitucional na Presidência da República da Colômbia. Foi líder do movimento estudantil da "Séptima Papeleta" que originou a Constituição de 1991. Por meio de eleição popular, foi representante das juventudes na Assembleia Constituinte da Colômbia. Depois deste trabalho, foi Ministro da Justiça da Colômbia entre 1991 e 1992.
Carrillo regressa os Estados Unidos, foi o Assessor Principal da Divisão de Estado, Governança e Sociedade Civil na sede do BID, em Washington, entre 1994 e 2003. Entre 1996 e 2003 atuou também como representante e porta-voz do BID no Conselho Permanente da Organização dos Estados Americanos (OEA). Em 2003, é Diretor Adjunto da Representação do BID em Paris entre 2003 e 2010, sendo responsável pelo diálogo com os países membros do Banco na Europa.
Em 2010, Carrillo foi Coordenador Geral do Comitê de Transição do Governo do Presidente da Colômbia, Juan Manual Santos. No mesmo ano, é Representante do Banco Interamericano de Desenvolvimento no Brasil. Em março do 2012, Carrillo foi designado Diretor da Advocacia Geral do Estado.  Em 3 de setembro do 2012, o Presidente Juan Manuel Santos nomeou Carrillo novo Ministro do Interior da República da Colômbia.
É fundador e principal promotor da Rede Euro-Latino-americana de Governança e Desenvolvimento (REDGOB), criada em 2003. É também membro fundador e representante do Banco no Comitê Diretivo da EUROSOCIAL, uma rede de conhecimentos criada no âmbito do programa central de coesão social da União Europeia na América Latina, que promove intercâmbios de experiências em políticas públicas nas áreas de saúde, educação, justiça, tributação e emprego. Foi Representante na Junta de Ex-Alunos da Universidade de Harvard, participou no Programa de Liderança de Nações Unidas, foi colunista do jornal El Espectador, professor da prestigiada escola Sciences-Po Paris, da Universidade Americana em Washington, da Universidade de Paris e da Universidade Carlos III de Madrid]].  Atualmente, Carrillo é membro da Academia de Direito da Colômbia e membro do Grupo da Carta Democrática Inter-americana do Carter Center.